# Дело Лотковой
Дело Лотковой — уголовное дело в отношении Александры Борисовны Лотковой (род. 7 марта 1992, Москва, Россия) — студентки РЭУ им. Г. В. Плеханова, которая 26 мая 2012 года нанесла на станции «Цветной бульвар» ранения двум молодым людям, с которыми у её друзей завязался конфликт. Дело приобрело широкий общественный резонанс, а решение суда, согласно которому студентка была признана виновной и приговорена к трём годам лишения свободы, вызвало неоднозначную реакцию юристов, СМИ и общественности.
По версии Лотковой, трое подвыпивших парней начали избивать её приятелей, ударили одного из них ножом, после чего она вытащила травматический пистолет и выстрелила несколько раз в дерущихся. Пострадавший же от её стрельбы Белоусов и его друзья рассказали суду, что ребята из компании Лотковой напали на них первыми, им пришлось обороняться, а студентка стала в них стрелять. В итоге суд принял сторону пострадавших.
Лоткова была досрочно освобождена 2 декабря 2014 года, проведя в неволе в общей сложности более 2 лет (под домашним арестом и в следственном изоляторе «Печатники», а после в женской колонии ИК-7).

## Формулировки приговора

### Тверской суд
20 марта 2013 года Тверской районный суд города Москвы согласно вынесенному приговору установил, что 26 мая 2012 года Александра Лоткова на станции «Цветной бульвар» Серпуховско-Тимирязевской линии на почве возникшей личной неприязни произвела 2 выстрела в И. Курбанова и 1 выстрел в И. Белоусова. Суд постановил лишить её свободы на срок 3 года с отбыванием наказания в исправительной колонии общего режима. Лоткова, находившаяся до суда под личным поручительством Сергея Маркова, была взята под стражу в зале суда.
Гражданский иск, заявленный потерпевшим Курбановым И. Р., суд удовлетворил частично. Было постановлено взыскать с Лотковой расходы по оплате юридической помощи в сумме 200 000 рублей и компенсацию морального вреда в сумме 50 000 рублей.

### Жалоба в Московский городской суд
Лоткова и её защита подали кассационную жалобу, но 20 июня 2013 года Московский городской суд во главе с судьёй Музычко, после длящегося более пяти часов заседания, оставил приговор без изменений.

### Жалоба в Верховный Суд
Защитник Лотковой и уполномоченный по правам человека в России Владимир Лукин в 2014 году направил жалобу в Верховный Суд. Но в начале марта того же года в её передаче было отказано.

## Специфика следствия, суда и приговора
Следствием и судом были приняты и утверждены заявления от Курбанова и Белоусова по поводу нанесения им телесного и морального вреда, а также краже у них кепок со стороны́ Хворостова. Несмотря на это, Хворостов написал заявление по поводу нанесённых ему ранений, которое было отклонено. Оглашение приговора заняло около получаса. Суд нашёл очевидной причиной для оговора Курбанова и Белоусова свидетелями со стороны́ Александры Лотковой, конфликтные отношения между ними и дружеские отношения с потерпевшей.
На суде Курбанов утверждал, что был ранен в живот.
Согласно заключению судебно-медицинской экспертизы № 1846/11244 от 04 июля 2012 года Курбанов получил непроникающее слепое огнестрельное ранение груди.
Также суд признал, что последний выстрел, названный судом третьим, вопреки показаниям Александры Лотковой и свидетелей с её стороны́, она произвела 

в лежащего на полу, лицом вниз Белуосова И. В., в присутствии прибывшего сотрудника полиции, в спину потерпевшему. — Из приговора Тверского суда по делу Лотковой стр. 17 Взято с сайта «Эхо Москвы».
Согласно данным судебно-медицинской экспертизы № 1845-11082 от 16 июля 2012 года Белоусов получил 

непроникающее слепое пулевое ранение, расположенное на задней поверхности грудной клетки в области угла правой лопатки справа с направлением раневого канала сзади — вперёд, глубиной 5 см, слепо заканчивающееся на 5 ребре за лопаткой.— Стр. 12 приговора Взято с сайта «Эхо Москвы».
По словам следствия, суда и адвоката Курбанова и Белоусова Вафина, объективных данных, свидетельствующих о наличии реальной угрозы жизни и здоровью А. Б. Лотковой и/или её близким, в момент применения Александрой оружия, в ходе судебного следствия, как и в ходе предварительного расследования, получено не было. В том числе, когда Белоусов его[кого?] держал, а Курбанов бил, что, со слов самой Александры и её защиты, видно на кадрах 40:38 — 40:49
Также Александре Борисовне Лотковой ничто не угрожало, когда Белоусов повалил её, как это видно на кадре 40:26.
К тому же, согласно показаниям Белоусова он 

пошёл на Лоткову, схватил её за руку или рукав на кофте, но в этот момент сзади на него напали ранее незнакомые Хворостов и Гришин, которые повалили его на пол.— Стр. 3 Взято с сайта «Эхо Москвы».
 Поскольку он держал за руку (или за рукав) Александру, она упала вместе с ним. Хворостов ударил его по голове, после чего, не дав подняться, волоком потащил в центр вестибюля, где продолжил избиение, в процессе которого услышал ещё два выстрела. Он не видел стрелявшего, куда был произведён второй по счету из трёх выстрелов, он не знает, третий выстрел был произведён ему в спину. На кадрах 40:29 — 41:11 он бегает, дерётся, стои́т.

Анализ исследованных в судебном заседании доказательств, в том числе записи камер видеонаблюдения, позволяет суду прийти к выводу, что защита А. Б. Лотковой фактически построена на искажении фактов, имевших место в действительности.— Стр.16 приговора Взято с сайта «Эхо Москвы».
На суде Курбанов показал, что, зайдя в метро, обратил внимание на троих ранее незнакомых парней, оказавшимися впоследствии Хворостовым, Белозеровым и Гришиным, долго проходивших через турникеты, в связи с чем у него сложилось впечатление, что эти молодые люди их ждут. Эти трое парней прошли через турникеты и стали спускаться по эскалатору, потом резко остановились и расположились на ступеньках таким образом, что обойти их также спускавшимся Курбанову с друзьями было неудобно. Курбанов идущий первым увидел у Белозерова справа на боку сзади чехол зелено-болотного цвета, в котором висел большой нож. Само лезвие было в чехле, а рукоятка торчала из него. Данный нож был в виде топорика и напоминал большой тесак. У самого Курбанова и его друзей никаких ножей или других колюще-режущих предметов при себе не было. Остановившись возле троих ранее незнакомых молодых людей, Курбанов, спустившийся ниже всех, спросил у Белозерова, зачем ему такой нож. А позже в интервью «Ленте.ру» он сказал, что хотел своим вопросом «разрядить обстановку» Получается, по словам Курбанова, обстановка была «накалена», уже когда Хворостов, Белозёров, Гришин просто стали неудобно для прохода, а такой вопрос должен был её «разрядить».
По версии Курбанова, утверждённой следствием и судом Хворостов порезал себя сам:

Во время того, как Курбанов продолжал удерживать на весу нож в правой руке, а Хворостов и Дмитрий тянули его руку каждый в свою сторону, у Хворостова на шее от прикосновения острого лезвия ножа, появилась царапина.
— Приговор стр. 4 Взято с сайта «Эхо Москвы».
 А после драки Белозёров добровольно отдал свой тесак Курбанову, а тот собирался выкинуть его на рельсы.
Хворостову надо было либо наклониться и выгнуть шею, либо держать нож выше уровня плечевых суставов, чтобы порезаться. В обоих случаях Хворостову бы пришлось приложить бо́льшие усилия, чем если б он держал нож направленным вниз, откинувшись назад.
Курбанов не объяснил, почему он избавился от тесака таким способом, вместо того, чтобы сдать его охране, и только после того, как Хворостов набросился на него, до этого ожидая с тесаком поезда. Сама версия Курбанова, принятая следствием и судом о том, что Хворостов сам порезался на эскалаторе, и о добровольной сдаче тесака, не удовлетворила даже сторонников обвинительного приговора для Александры. Некоторые блогеры[кто?] предположили, что конфликт на эскалаторе разыгрался на национальной, либо идеологической почве. Стали выдвигать версии «до» той драки на эскалаторе, или «после» порезался Хворостов. Обсуждалось, что его могла поцарапать кошка, с ироничной попыткой приписать защите Александры сравнение Курбанова с Котом-Бегемотом. Что Хворостов мог поцарапаться об застёжку-молнию. Или что он получил ранения в какой-либо иной драке, по вине своего асоциального образа жизни. Зачем в таком случае Курбанов сообщил суду, что сам обратился к Белозёрову, а атаковали его неожиданно, и порезы на шее Хворостова были нанесены именно тогда и лезвием ножа Белозёрова — так никто и не объяснил.
Согласно выписному эпикризу из НИИ им. Н. В. Склифосовского на пациента И. Белоусова у него «вероятно, внутрилёгочная гематома, на фоне которой проекционно отмечаются две тени металлической плотности округлой формы (пули).» Его адвокат Р. Вафин в своём интервью пытался объяснить это использованием Александрой металлических пуль. Пистолет системы Streamer, как тот, который согласно протоколам приговора Тверского суда, был у Александры Лотковой 26 мая 2012 года на станции «Цветной бульвар», имеет в стволе стальную вставку (лейнер) в области патронника, в которую в соответствии с криминалистическими требованиями установлены преграды (зубы), не позволяющие произвести выстрел твёрдым предметом.
Из эпикриза:

"…"выполнено дренирование правой плевральной полости. «…» обнаружено рана в 3 сегменте правого лёгкого с умеренным кровотечением. При видеоревизии и рентгенологическом исследовании инородное тело (пуля) не обнаружено Произведена миниторактомия, рассечение и ревизия раневого канала в лёгком, при которой инородное тело не выявлено."…" Произведена хирургическая обработка раны в 6 м р. по лопаточной линии, при которой под лопаткой обнаружено инородное тело (пластиковый шарик чёрного цвета диаметром 8 мм). Инородное тело удалено. Рана промыта, дренирована трубкой, частично ушита.
— Эпикриз Белоусова
Следователем была та самая Гайнуллина Диана Ханифовна, которая прикрыла дело «Мясника».

## Освещение дела в СМИ
- По телеканалу РЕН-ТВ вышел репортаж «В массовой драке нашли крайнюю»[26], в котором комментатор перепутал друзей Александры Лотковой с теми, от кого она их защищала.
- Лоткова рассказывает свою версию.[27]

### Против оправдания потерпевшей
Против такого освобождения встала заступавшаяся за Татьяну Андрееву Арбатова.
В некоторых статьях просто говорилось, что Лоткова обстреляла пассажиров в метро. 

 Девушка полностью признала свою вину и раскаялась, — «Московский комсомолец» Д. Гусев «Студентка обстреляла пассажиров метро».
Были ещё доводы противоречащие приговору Тверского суда:
- Лоткова не раскаялась и будет стрелять в людей и дальше — при том, что оружие у неё отобрали.
- 3 года, вместо большего срока, она получила благодаря связям родственников из спецслужб.
- Лоткова познакомилась с Белозёровым и Хворостовым не ранее драки на станции «Цветной бульвар»[29].
- На суде свидетели со стороны́ Александры Лотковой не стали свидетельствовать в её пользу[29].

«Ирина Рахмани, открыто ненавидящая саму потерпевшую, уверена, что касания охранника метро к Курбанову — это обыск, при котором ножа не обнаружено, что якобы значит, что его и не было. Хотя в самом приговоре упоминается лишь обыск в квартире Александры. Рахмани уверена, что все вменяемые граждане осуждают Александру Лоткову и поддерживают её, а сайты, где Александру поддерживают, типа „В поддержку обвиняемой Александры Лотковой (уголовная ответственность за необходимую оборону)“ Рахмани считает заказными. Большинство написанных на её статьи рецензий содержат осуждения автора. Рахмани идейный враг ставшей на защиту Александры Марии Бутиной, противник её программы по легализации короткоствольного оружия, в качестве аргумента против приводит высокий радиус поражения у пистолетов. Сама же хранит у себя до́ма в сейфе ружьё и не видит в этом ничего предосудительного.»
Согласно показаниям самих Белоусова, Ермошкина, Курбанова, а также показаниям посторонних свидетелей, драка на эскалаторе была. Например, свидетель Амелин Н. Н., — слесарь-электрик на станции метро «Цветной бульвар» Московского метрополитена, показал, что в период дежурства обратил внимание на компанию молодых людей на эскалаторе, которые, спускаясь с эскалатора, вели себя неадекватно — жестикулировали руками, толкались, но никто не падал, иначе бы он остановил эскалатор. Всё это он увидел с середины эскалатора, что происходило до этого при спуске, он не видел. У него сложилось впечатление, что это одна компания, поскольку, все общались между собой. В какой-то момент один из молодых людей, спустившись с эскалатора, обратился к нему, сообщив, что необходимо вызвать полицию, поскольку сейчас «начнется драка». Он передал сообщение наверх контролеру, где ему сказали, что сотрудники уже в курсе и направляются вниз. Он увидел, как по эскалатору пробежал сотрудник полиции вместе со стажёром, который был одет в гражданскую одежду.
В выпуске телепередачи «Специальный корреспондент» «Пуля-дура», в которой Лоткова принимала участие при помощи телемоста, на 37-й минуте мать Белоусова уверенно обвиняет Лоткову во лжи:

Я смотрела запись по кадрам, всё досконально. И шли они… спустились они с эскалатора, они шли, это самое, в кругу ваших друзей, обнимаясь и мирно беседуя. Откуда ты взяла, что у них произошёл конфликт? — «Специальный корреспондент» «Пуля-дура» 37:00

### Комментарии противников оправдания потерпевшей
Адвокат Белоусова и Курбанова Вафин заявил, что 

Лоткова проиграла суд, но выиграла битву за общественное мнение— «Мир24» Интервью Вафина

### Комментарии сторонников оправдания потерпевшей
Опрошенные РАПСИ адвокаты назвали приговор жестоким и несправедливым. Также они усомнились в квалификации действий Лотковой, то есть были ли её действия умышленным причинением тяжкого вреда, самообороной или крайней необходимостью. Они так же отметили, что реальное лишение свободы довольно редко назначается по подобной статье УК РФ, учитывая отсутствие прежних судимостей у потерпевшей. По их мнению, три года в заключении могут испортить ей жизнь, помешать восстановиться в университете и в дальнейшем найти работу.
Адвокаты Алексей Касаткин и Сталина Гуревич объясняли чрезмерную жестокость приговора тем, что стреляла потерпевшая в общественном месте.
Адвокат Кирилл Бельский считал, что стрельба в метро представляет общественную опасность, однако большое количество прохожих-свидетелей могло помочь объективному расследованию дела.

В метро большое скопление людей, можно было опросить свидетелей, просмотреть записи камер, которых в метро также много. После проведения подобных действий должно стать ясно, кто начал конфликт, была ли необходимость самообороны.— Кирилл Бельский

Теоретически возможно, что здесь даже не самооборона, а действие в состоянии крайней необходимости. Уголовный кодекс предусматривает такую возможность, когда человек не является участником конфликта, а предпринимает действия для того, чтобы пресечь его. Суду необходимо было более детально рассмотреть этот вопрос.
— Адвокат Дмитрий Панков
Несправедливым и жестоким приговор посчитал и адвокат Дмитрий Аграновский. Он также добавил, что по части 1 статьи 111 суды вообще редко назначают реальное наказание, как правило, обвиняемые отделываются условным сроком.
Адвокат потерпевшей Алексей Паршин, защищавший Александру Иванникову, заявил РАПСИ, что считает приговор несправедливым, необоснованным и в некотором роде циничным. Адвокат посчитал, что суд достиг совершенства в передергивании фактов. «На её глазах избивали её друзей, к ней бежал пьяный неадекватный человек с ножом», — добавил защитник.

Из приговора мы узнали, что агрессивные пьяные нападавшие вовсе и не пьяные, не нападавшие, а потерпевшие, которых избивали, хотя экспертиза не нашла на них синяков и следов побоев— Алексей Паршин
Со слов Паршина, в приговоре написано, что Александра «действовала цинично и хладнокровно, стреляла в лежачих», хотя даже сотрудники полиции на суде заявили, что она стреляла в дерущихся.
«Тот факт, что один из потерпевших успел спрятать нож, суд расценил так, будто моя подзащитная этот нож придумала», — заявил он. Адвокат добавил, что из-за плохого качества видео с камеры наблюдения на записи не видно ни ножа, ни пистолета, однако видно, как потерпевшие замахиваются для удара.
По поводу этого дела, участников его и событий на станции «Цветной бульвар» было написано и опубликовано несколько художественных произведений.